# Prorat
 (juillet 2023).
Si vous disposez d'ouvrages ou d'articles de référence ou si vous connaissez des sites web de qualité traitant du thème abordé ici, merci de compléter l'article en donnant les références utiles à sa vérifiabilité et en les liant à la section « Notes et références ».
ProRAT fait partie de la famille des RAT (Remote Administration Tool), c'est un cheval de Troie qui peut permettre un accès non autorisé et le contrôle d'un ordinateur à partir d'un emplacement réseau distant. La famille des logiciels de piratage est composé notamment de ProRAT, LameRAT, PhoenixRAT, LmRAT et PsyRAT.

## Caractéristiques
ProRAT permet aux pirates d'exécuter de nombreuses actions malveillantes sur la machine victime. Certaines de ses capacités comprennent :
- Ouverture d'une session de frappes
- Vol de mots de passe
- Contrôle total sur les fichiers
- Ouverture / fermeture du lecteur CD
- Masquage de la barre des tâches, du bureau et du bouton de démarrage
- Prise de captures d'écran
- La nouvelle version permet d'exécuter certaines commandes via l'option Besnik